# D128 (Gers)
De D128 is een departementale weg met twee gemarkeerde rijstroken, die in het Franse departement Gers (regio Occitanie) van noord naar zuid loopt.

## Loop van de D128
De D128 begint in het noorden in het dorp Panassac bij de kruising van de D226 en de D929, die van Auch naar het meer Lac de camp de Long loopt. In het zuiden gaat hij over in de D9 die naar Boulogne-sur-Gesse gaat. De D128 gaat door heuvelachtig terrein.

## Plaatsen aan de D128
Plaatsen aan de D128 van noord naar zuid.
| - begint bij de D929 - Panassac - kruist de Gers - kruist de D220 | - Arrouède - kruist de D40 - kruist de Arrats - kruist de D228 | - Manent-Montané - kruist de Arrats de devant - gaat over in de D9 bij La Haut |  |